# Pseudlithosia schausi
Pseudlithosia schausi är en fjärilsart som beskrevs av George Francis Hampson 1907. Pseudlithosia schausi ingår i släktet Pseudlithosia och familjen Crambidae. Inga underarter finns listade i Catalogue of Life.